# Leonard Meldert
Leonard Meldert (Meldert ? c. 1535 – Orvieto, 8 avril 1610) est un compositeur, organiste et maître de chapelle flamand, actif en Italie, essentiellement en Ombrie et dans les Marches.

## Biographie
Seules restent des informations biographiques fragmentaires sur Leonard Meldert — parfois appelé Lienhart/Leonardo/Leonardo/Leonardus, Malderti/Melderti.

### États des recherches
Le lieu de naissance du compositeur est incertain : les mentions relatives à Liège et au diocèse de Liège dans certaines des sources bibliographiques les moins récentes, sont purement hypothétiques et ne sont fondées sur aucun document qui puissent en confirmer l'exactitude. Parmi les différentes hypothèses formulées, c'est récemment que le musicologue Simone Sorini, indique également comme un lieu possible, une origine franco-flamande du compositeur du plus ancien et plus peuplé des trois petits villages existants en Flandre appelés « Meldert », dont l'un est aujourd'hui inclus dans la ville d'Alost et situé dans la province de Flandre-Orientale (capitale : Gand), sur la frontière avec le Brabant flamand.
À l'appui de cette hypothèse, il y a le fait que l'on retrouve dans les documents des archives d'Orvieto liées au musicien, les changements et déformations typiques de l'époque lors de l'italianisation de son nom et de son prénom : il est en fait parfois appelé « Lionardo « ou « Leonardo », « Melderti » ou « Malderti », ce qui est susceptible d'être la perte possible du caractéristique préfixe « Van » (Van Meldert), qui indique sa provenance.
Leonard Meldert est peut-être un élève de Roland de Lassus, présent à la cour de Munich en 1568, en tant que musicien et compositeur.
La preuve directe est qu'en 1569, son madrigal a cinq voix Duolsi Giunon di non aver più lume est publié à Venise dans la collection de Girolamo Scotto, Musica de Virtuosi della florida Capella dell'Illustrissimo ed Eccellentissimo Signor Duca di Baviera ; tandis qu'en 1570 son motet Erat Quaedam Foemina est inséré en tout début de recueil, dans la collection Disieme livre de chansons a quatre parties d'Orland de Lassus et autres, publié à Paris chez Adrian Le Roy et Robert Ballard.

### Urbino et Ravenne
À partir de 1571 , il est actif à la cour de Guidubaldo II Della Rovere à Urbino, où il demeure jusqu'à la mort du duc, en 1574. Avec l'ascension au trône du fils de Guidobaldo, Francesco Maria II Della Rovere, avec d'autres membres de l'ensemble musical de la cour, il est renvoyé en raison du souhait du nouveau duc d'assainir les finances. Il entre probablement ensuite à Ravenne, au service privé de son nouveau protecteur, le cardinal de Urbino, Giulio Feltrio Della Rovere, frère du défunt Guidobaldo et de l'Archevêque de Ravenne, à qui en 1578, il dédie son Premier livre de madrigaux à 5 voix. Giulio della Rovere, entretient une étroite relation affective avec le neveu de Francesco Maria et grâce à ce dévouement, peut-être Meldert espère-t-il aussi être en mesure de revenir à Urbino. Dans ce livre de madrigaux, il y a aussi un hyménée dédié au mariage de Francesco Maria Lucrezia d'Este en 1570 (Coppia rara e gentile).
À partir de quelques sources qui restent, est établi un lien avec la famille régnante de Ferrare, Francesco Maria della Rovere, qui avait épousé Lucrèce d'Este, fille d'Hercule II d'Este, et avec qui Leonard Meldert a pu brièvement collaborer pendant le règne de Guidobaldo. Lucrezia était aussi la patronne du célèbre Luzzasco Luzzaschi, permettant sans doute, un échange artistique entre le Flamand et les gens de Ferrare, comme en témoigne le Troisième livre de madrigaux à cinq voix (1582).
Selon F. Piperno, Meldert est encore actif à Urbino en 1578, en tant que maître de chapelle de la Cathédrale ; la même année, il écrit la première mise en musique Tirsi morir volea, de Battista Guarini, repris par de nombreux autres madrigalistes.
Selon Simone Sorini, sur la base de documents d'archives présents à Urbino, Leonard Meldert, est certainement maestro di cappella à Urbino, à partir du mois de septembre 1581 jusqu'au mois de mars 1590. Dans les archives de la Chapelle musicale de la ville sont encore préservées ses Responsori del Natale, probablement écrites de la main du maître lui-même.

### Orvieto et Lorette
À partir du 1er avril 1590, Meldert occupe le poste de maître de chapelle de la Cathédrale d'Orvieto. Et entre le 22 septembre 1593 et le 3 mars 1594, il est également organiste et maître de chapelle dans la sainte Maison de Lorette dans les Marches qu’il quitte après son départ pour Orvieto, comme en témoigne un document du 14 janvier 1594, dans les archives de la Fabbrica du Duomo.
En 1593, est réimprimé Cresci bel verde, un madrigal à six voix publié à Venise par Gardano dans la célèbre anthologie Il Lauro verde, l'importante collection réunissant les plus grands polyphonistes de la période.
Entre 1603 et 1604, son Magnificat a été écrit dans le Codex 24 des archives musicales de l'opéra del Duomo de Milan. Toujours en 1604 ont également été transcrites les trois Messes, dont la première, la Missa Ave Maris Stella et la seconde, composées dans le style typique du contrepoint « alla fiamminga » (à la manière flamande), tandis que la troisième, la Missa Lauda Sion, d'un style homorythmique attribuable au concile de Trente. Ces œuvres sont conservées dans le manuscrit 163 des archives musicales de l'Opéra del Duomo d'Orvieto.
En 1609, son madrigal, Felice ora ch'Orfeo, est inséré dans une autre importante collection, ou Sonetti novi sopra le ville di Frascati ; dédiant sa composition à Felice Anerio, à l'époque, directeur de la chapelle Sixtine.
Meldert meurt à Orvieto, le 8 avril 1610, laissant comme héritiers son épouse, Laura Mazzante et ses enfants Alisandro et Luc Mazzante.

## Œuvre
- Duolsi Giunon di non aver più lume, madrigale a cinque voci nella raccolta Musica de Virtuosi della florida Capella dell'Illustrissimo ed Eccellentissimo Signor Duca di Baviera (Girolamo Scotto, Venise 1569)
- Erat Quaedam Foemina, mottetto nella raccolta Disieme livre de chansons a quatre parties d'Orland de Lassus et autres (Paris, 1570)
- Primo libro dei Madrigali a cinque voci (eredi Girolamo Scotto, 1578)
- Responsori del Natale (Urbino, 1581-1590)
- Cresci bel verde, madrigale a sei voci nella raccolta “Il Lauro verde” (Gardano, Venise 1593)
- Magnificat (Milan, 1603)
- Messe no 1 « Ave maris stella » (Orvieto, 1604)
- Messe no 2 (Orvieto, 1604)
- Messe no 3 « Lauda Syon » (Orvieto, 1604)
- Felice ora ch'Orfeo, madrigale in Sonetti novi sopra le ville di Frascati (Rome, 1609)